# John Rowser
(en) Statistiques sur pro-football-reference
John Felix Rowser, né le 24 avril 1944 à Birmingham, est un joueur américain de football américain.

## Biographie

### Enfance
Rowser fait ses études à la Detroit Eastern High School de Détroit et évolue dans l'équipe de football américain du lycée de 1959 à 1962. Il accepte une proposition de l'université du Michigan et rejoint la section football entraînée par Bump Elliott.

### Carrière

#### Université
Après une année où il se concentre sur les études et à apprendre les tactiques de son entraîneur, il commence à apparaître à quelques occasions en 1963 comme running back. En 1964, il ne joue aucun match d'une saison voyant Michigan décrocher le championnat de la Big Ten Conference et dispute sa dernière année comme coureur en 1965 avant de se montrer dans la défense comme defensive back.
Sur la saison 1966, il fait trente-et-un tacles, provoque un fumble et en recouvre deux pour son équipe sans oublier une interception.

#### Professionnel
John Rowser est sélectionné au troisième tour de la draft 1967 de la NFL par les Packers de Green Bay au soixante-dix-huitième choix. Cependant, il reste remplaçant pendant trois saisons dans l'arrière de la défense, aidant tout de même à la conquête du Super Bowl II, devenant le premier joueur de l'université du Michigan à soulever le trophée,. En 1970, alors qu'il est derrière Herb Adderley et Bob Jeter dans la hiérarchie des défenseurs, Rowser demande une hausse de salaire de 5 000 dollars alors qu'il touche 25 000 dollars mais les dirigeants refusent, décidant de l'échanger aux Steelers de Pittsburgh contre John Hilton.
Pour sa première année à Pittsburgh, il remporte le poste de cornerback titulaire et domine le classement des interceptions et des fumbles recouverts pour les Steelers mais il se disloque l'épaule et manque le reste de la saison. Cependant, Rowser se rattrape en 1971 où il intercepte quatre passes, meilleur score pour un défenseur jaune et noir sur la saison, et en retourne même une pour un touchdown de soixante-et-onze yards contre les Giants de New York. Il réalise six nouvelles interceptions en 1973, réalisant son meilleur résultat personnel avant d'être échangé aux Broncos de Denver en 1974 contre un sixième et un neuvième tour pour la prochaine draft, utilisés pour Jim Wolf et Tommy Reamon,.
Chez les Broncos, Rowser passe deux saisons comme safety titulaire avant d'être remercié le 6 juin 1977 par la franchise de Denver.